# Johann Georg Halske
Johann Georg Halske, född 30 juli 1814 i Hamburg, död 18 mars 1890 i Berlin, var en tysk ingenjör, uppfinnare och företagsledare, grundare av Siemens & Halske. 
Halske grundades tillsammans med Werner von Siemens Telegraphenbauanstalt von Siemens & Halske, som skulle komma att utvecklas till en världskoncern inom elektroindustrin. Finmekanikern Halske realiserade tillsammans med Werner von Siemens idéer som bland annat utmynnade i företagets första stora succéer som visartelegrafen. Halske lämnade bolaget 1867. Namnet Halske försvann från koncernnamnet 1966 då man formerade sig till Siemens AG.
Gatan Halskesteig i Siemensstadt har fått sitt namn efter Johann Georg Halske.